# Hugh Fisher
Hugh Fisher, född den 1 oktober 1955 i Hamilton, Nya Zeeland, är en kanadensisk kanotist.
Han tog OS-guld i K-2 1000 meter och OS-brons i K-2 500 meter i samband med de olympiska kanottävlingarna 1984 i Los Angeles.